# Boyertown
Boyertown est un borough américain situé dans le comté de Berks, en Pennsylvanie. Sa population s’élevait à 4 055 habitants lors du recensement de 2010, estimée à 4 076 habitants en 2018.

## Jumelage
- Bohodoukhiv (Ukraine)

## Source
- (en) Cet article est partiellement ou en totalité issu de l’article de Wikipédia en anglais intitulé « Boyertown, Pennsylvania » (voir la liste des auteurs).